# Harka (méltóság)
A harka vagy horka, esetleg karha – Bíborbanszületett Konstantinnál karkhasz (καρχας) – az államalapítás előtt a magyar törzsszövetség harmadik legmagasabb méltósága volt a kende és a gyula után.

## A harka szerepe
A szóban forgó tisztségről a bizánciak császára a 948. év táján nála járt magyar küldöttségtől értesült. A követség vezetője Bulcsú harka, egyik tagja pedig az Árpád-házi Termecsü herceg volt. A császár a nevezett méltóság bírói jellegét említi.
Róna-Tas András – összehasonlítva a nyugati türkök, illetve a kazárok hatalmi rendszerét a magyarokéval – úgy találta, hogy a harka mint harmadik fejedelmi rang megfelelhet az eltebernek. Utóbbi az idegen népek felügyelője, bírája volt, és e szerepben hadvezéri feladatokat is ellátott a segédnépek élén.

## A cím viselői
A császár a nála járt küldöttségvezetőt, Bulcsút jelöli meg a cím akkori viselőjeként. Bulcsúnak már apja, Kál is e tisztség képviselője volt. Róna-Tas András feltételezi, hogy Kurszán fejedelem is a harka címet viselte korábban.
Magyar szerző, Anonymus művében is találkozunk a harka címmel, pontosabban a szóban forgó méltóság elnevezésével megegyező személynévvel. A történészek azonban vitatják, hogy Tétény fia Horka neve összekapcsolható-e az egykori tisztséggel. A következtetések levonását nehezíti, hogy éppen Tétény leszármazottai között előfordul egy másik tisztségből lett személynév, a Gyula is. Anonymus korára a honfoglalás kori „pogány” méltóságnevek emléke elhalványodott, emiatt ő gyakran keverte a személy- és méltóságneveket.
Makkai László az Erdély története című könyvben helynévi adatok részletes elemzéséből valószínűsíti, hogy az első gyula Erdélyben az a Bogát fejedelem (Bugat rex) volt, aki Liudprand Antapodosisában 921-ben I. Berengár itáliai királyt „Dursac rex” (valószínűleg Árpád fia Tarkacsu) kíséretében magyar sereggel segítette meg. Ebben az esetben, Anonymus adatait is szétszálazva, az a öröklési rend alakul ki, miszerint az erdélyi gyulák őse Tétény harka volt, fia Bogát harka, akit a gyula méltóságra emeltek, amikor 921 körül a Kárpát-medence nyugati részéről Erdélybe költözött, és az ő fia volt Zombor gyula, a Zsombor nemzetség őse.

## Targitaosz és a harka
A harka méltóságnév kapcsolatban lehet a szkíták egyik istenségének, a Harag, háborúság megszemélyesítőjének nevével. A szóban forgó istenség neve különböző görög nyelvű forrásokban Targitaosz (Ταργιτάος), Targitész (Ταργιτης), Targitiosz (Ταργιτιος), Tergazisz (Τεργαζις) alakban szerepel. (Idegen szavakban a görög, nem lévén ilyen hangja, a h hangzót írásban théta (θ), kappa (κ), tau (τ), khi (χ) jellel helyettesíti, élőbeszédben pedig az ezeknek megfelelő hanggal ejti, vagy erős hehezettel pótolja. A görögösített szkíta szavak végére illesztett -osz (-ος), -ész (-ης) stb. toldalék a névszó görögben kötelező jelölése.) így az istenség nevének eredeti alakja Targita, Targit, Targiti, vagy Tergaz lehetett.
Targitaosz nevét több szkíta főember viselte: 1) eredetmondájuk szerint a királyi szkíták első nagyura; 2) Tirgataó Maiotisz (Τιργαταω Μαιοτις), az ixomatai nevű törzs fejedelmének leánya; 3) az avarok egy-egy hadura, Targitész (Ταργιτης). Szádeczky-Kardoss Samu szerint e név az avarok (és nyilván más szkíta népek) mindenkori hadurának címe lehetett. E szempontból nagyjában-egészében megfelel a magyar, pontosabban kavar harka méltóságnak.